# Clidemia vincentina
Clidemia vincentina är en tvåhjärtbladig växtart som beskrevs av Ignatz Urban. Clidemia vincentina ingår i släktet Clidemia och familjen Melastomataceae. Inga underarter finns listade i Catalogue of Life.